# Env
env (von englisch environment ‚Umgebung‘) ist ein Unix-Befehl, der entweder eine Liste der Umgebungsvariablen anzeigt oder ein anderes Programm in einer anderen Umgebung ausführt, ohne die Variablen der aktuellen Umgebung zu ändern. Mittels env können Umgebungsvariablen geändert, ergänzt oder gelöscht werden.
Daneben kann env auch dazu verwendet werden, ein Shell-Skript mit dem richtigen Interpreter auszuführen, wenn der genaue Pfad zum Interpreter nicht bekannt ist. In diesem Fall wird die eigentliche Funktion von env, die Arbeit an den Umgebungsvariablen, nicht genutzt.

## Beispiele
Aufruf einer neuen Shell mit leerer Umgebung:
```
env
 
-
 
/bin/sh

```

Aufruf der X-Window-Anwendung xcalc, wenn sie auf einem anderen Bildschirm erscheinen soll:
```
env
 
DISPLAY
=
foo.bar:1.0
 
xcalc

```

Ein Python-Skript, das unabhängig vom Pfad des Python-Interpreters läuft:
```
#!/usr/bin/env python3

print
(
"Hallo Welt"
)

```